# 데이지 덕
데이지 덕(Daisy Duck)은 월트 디즈니 컴패니의 캐릭터이다. 도널드 덕의 여자친구로, 머리에는 리본을 달고 있다.

## 성격
미니가 귀여운 이미지라면 데이지는 성숙한 이미지의 캐릭터이다. 기본적으로 사치스럽고, 어떤 유명인사가 있으면 반드시 사인을 받는 등 주위사람을 잘 배려하나 가끔 그 도가 지나쳐 주위 사람들을 곤란하게 만들기도 한다.
도널드 덕과 같은 여자친구지만 평소 때에 도널드 덕이 정작 오해를 많이 하고, 얌체스럽고 이기주의자 행동을 하는 이유 때문에 자주 싸우기도 한다. 하지만, 때로는 도널드 덕에 대해서 츤데레같은 면모를 보인다. 그런데 안타깝게도 도널드 덕과의 관계를 맺을 경우 마지막에 불행한 경우가 많다. 한편, 미니 마우스는 데이지 덕을 잘 받아주기 때문에 그리 싸우는 일은 없다.
데이지 덕은 도널드 덕에서 가끔씩 나오는 인물이다.

## 출연
- 미키 마우스 워크
- 미키의 크리스마스 선물
- 미키의 클럽하우스
- 디즈니 삼총사
- 킹덤 하츠
- 킹덤 하츠 2
- 하우스 오브 마우스